# Liste der Straßen und Plätze in Weißwasser
Die Liste der Namen von Straßen und Plätzen in Weißwasser listet alle Straßen und Plätze innerhalb der Gemeinde Weißwasser/Oberlausitz mit einer kurzen Erläuterung auf.
Die Einträge beinhalten neben Informationen zur Straßenbezeichnung, -beschreibung inklusive Fotos, Daten zur Länge und geografischen Lage. Dabei werden insbesondere Hinweise auf Besonderheiten und Sehenswürdigkeiten an der Straße oder dem Platz gegeben.
Nach den aktuellen Straßen und Plätzen folgen Straßennamen, die geändert wurden, und Straßen, die durch Stadtumbau nicht mehr existieren.

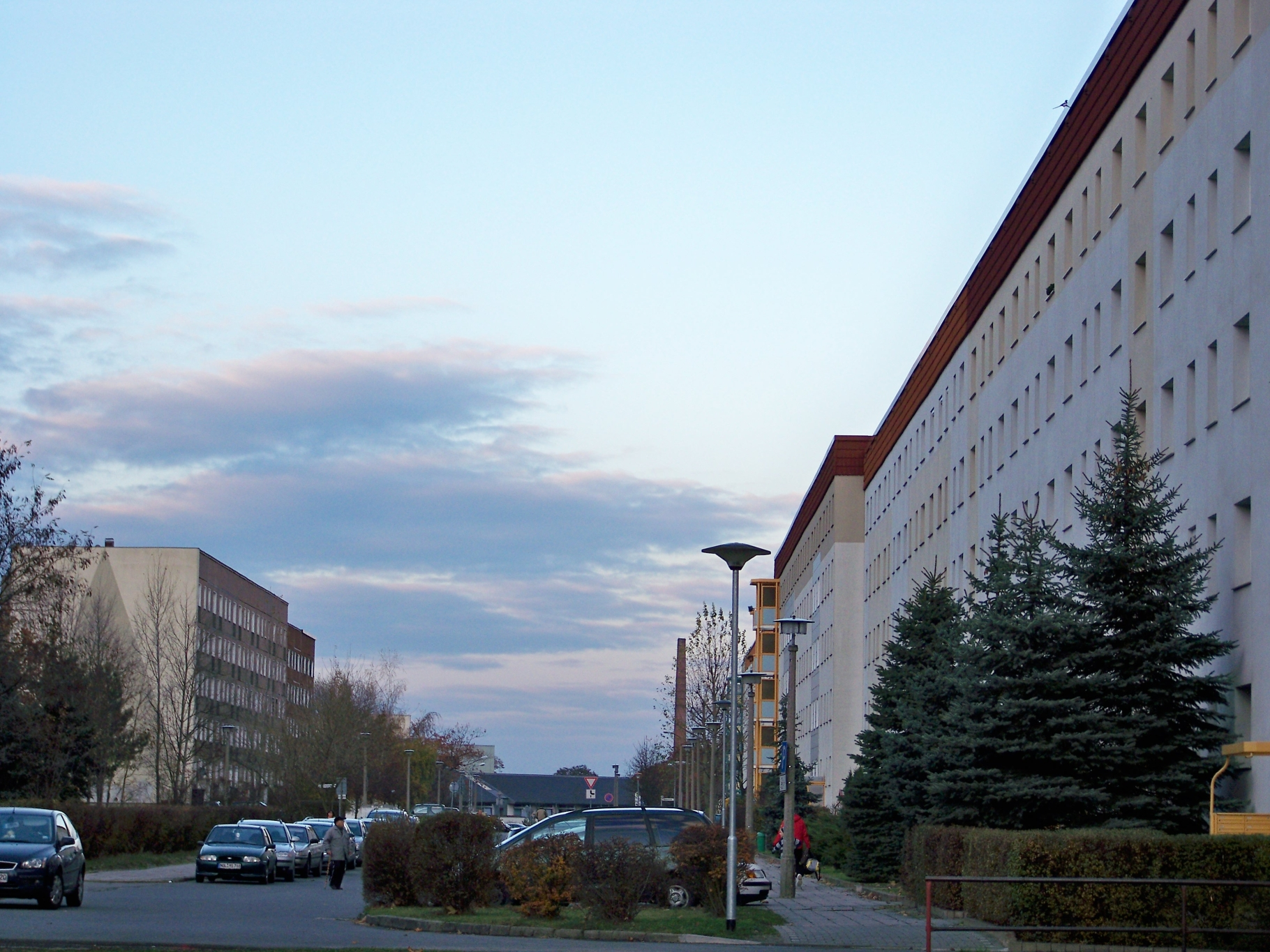
Plattenbaugebiet Heinrich-Hertz-Straße in Weißwasser

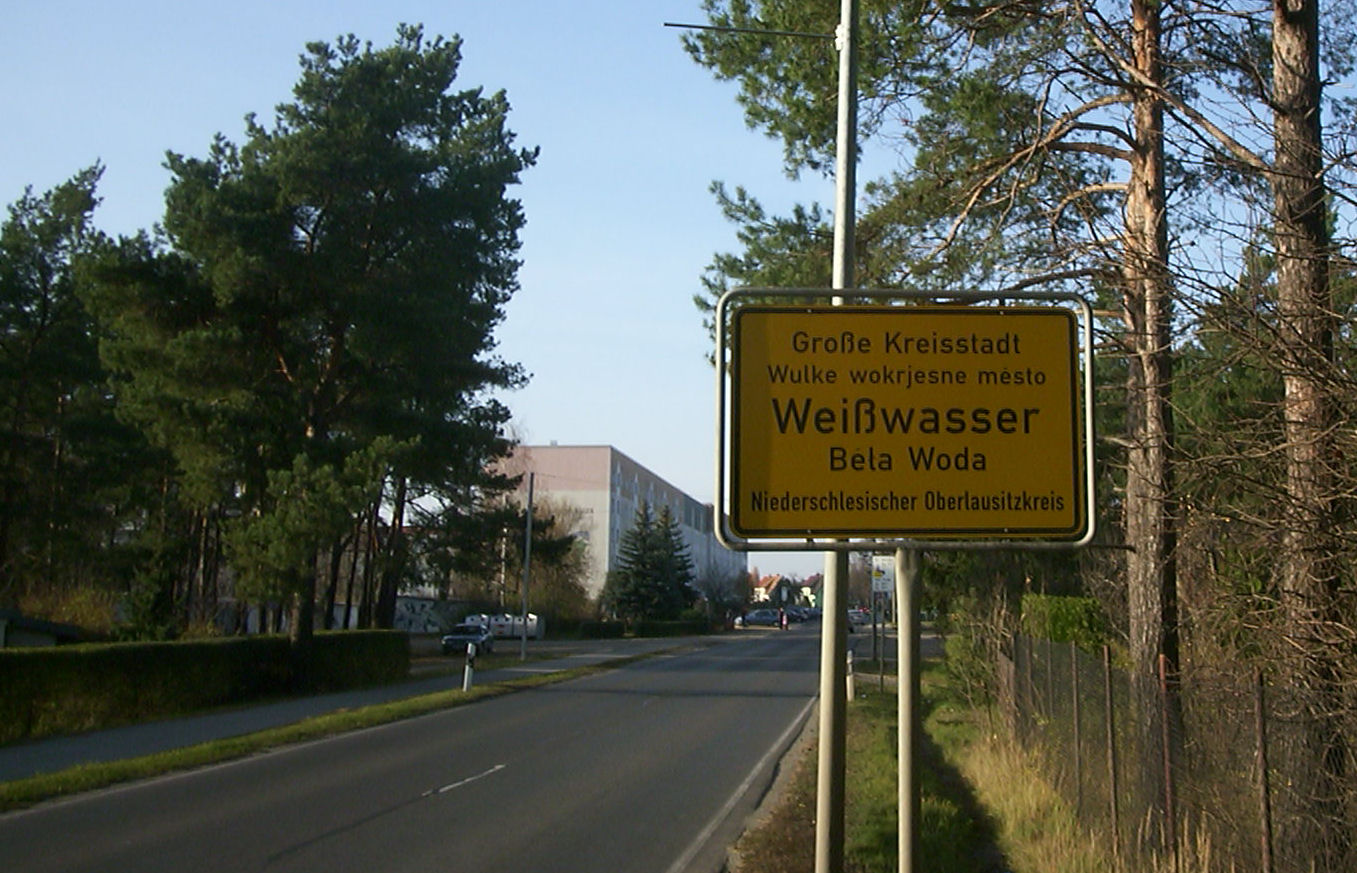
S 126 / Heinrich-Heine-Straße am Ortseingang

## Allgemeines
Aufgeführt sind Straßen und Plätze, die im Gebiet der Gemarkung Weißwasser liegen. Diese erstreckt sich über mehr als das reine Stadtgebiet.
Die wichtigste Straße in Weißwasser ist die Bundesstraße 156. Diese Hauptverkehrsader kommt von der Ortschaft Boxberg bzw. dem dortigen Kraftwerk Boxberg im Süden in großem Bogen vorbei am Tagebau Nochten durch das Oberlausitzer Heide- und Teichgebiet mit dem Biosphärenreservat Oberlausitzer Heide- und Teichlandschaft nach Weißwasser. Als Bautzener Straße durchschneidet sie in gerader Linie das südliche Plattenbaugebiet der Stadt und führt leicht ansteigend zum höchsten Punkt der Stadt, dem Bereich um den Wasserturm und die Schwimmhalle. An dieser Stelle schneidet sie die aus östlicher Richtung kommende Staatsstraße 126, hier als Heinrich-Heine-Straße, die die B 156 etwas außerhalb der Stadt mit der Bundesstraße 115 verbindet. Von dort verläuft sie als Hauptstraße weiter geradlinig vorbei an der katholischen Kirche der Stadt hinab in die Innenstadt von Weißwasser, wo die S 126, hier als Berliner Straße, zunächst in westliche Richtung abzweigt. Nach Überquerung der Bahnstrecke Cottbus–Görlitz heißt die Bundesstraße ab hier Muskauer Straße. Immer noch geradeaus führt die Straße aus der Innenstadt heraus vorbei an der evangelischen Kirche, etwas ansteigend bis zum Turnerheim und verlässt kurz danach die Stadtgrenze in nordöstlicher Richtung nach Krauschwitz.
Die Benennung der Straße erfolgte nach den in jeweiliger Richtung anliegenden Städten Bautzen und Bad Muskau.
Die zweite bedeutende Straßenverkehrsader ist die bereits erwähnte S 126. Nach dem Abzweig von der B 156 als Berliner Straße verläuft diese beinahe als Querachse dazu in nordwestliche Richtung. Sie wechselt mehrfach den Namen, von Berliner Straße zu Käthe-Kollwitz-Straße, bis sie zuletzt als Halbendorfer Weg die Stadt verlässt.
Weitere Straßen tragen Namen benachbarter Orte, in deren (Himmels-)Richtung sie führen. Dazu zählen neben den bereits benannten die Görlitzer Straße, der Weißkeißeler Weg, der Kromlauer Weg, die Spremberger Straße, die Forster Straße, die Boxberger Straße, die Rothenburger Straße und der Gablenzer Weg.
Straßen mit Bezug zu lokalen Gegebenheiten sind der Drachenbergweg in Richtung Bad Muskau, nahe den Drachenbergen; der Hagweg, der zum Hagberg an der Tagebaukante südlich der Stadt führt, Jahndamm, Jahnstraße und Teichstraße am Jahnteich, der Waldseeweg Richtung Waldsee nördlich von Weißwasser, der Braunsteichweg und Am Braunsteichgraben mit Uferweg in Braunsteichnähe und der Neuteichweg am Neuteich.
Der Qualisch (zudem -Ost und -Nord) und Hermannsdorfer Straße bezeichnen Stadtgebiete, der Strugaweg bezieht sich auf die Struga, ein kleines zumeist verrohrtes Bächlein unter der Stadt, die Meschina auf ein Flurstück, Namen wie Kirchstraße, Am Tierpark, u. a. bestimmte Gegebenheiten. Nordweg, Oststraße und Südstraße befinden sich in entsprechender Richtung vom Stadtzentrum.
Eine Reihe von Straßen in einem festumrissenen östlichen Stadtbereich tragen die Namen von Dichtern und Schriftstellern, so die Puschkinstraße, die Gutenbergstraße, die Lessingstraße, die Schillerstraße, die Goethestraße, die Uhlandstraße, die Lutherstraße und der Paul-Keller-Weg, die ein Wohngebiet von Ein- und kleineren Mehrfamilienhäusern bilden und die Plattenbauten der Humboldtstraße einschließen, und die Bertolt-Brecht-Straße und die Hanns-Eisler-Straße, an denen 4- und 5-geschossige Plattenbauten stehen. Verbunden werden sie durch den Eichendorffweg und die Heinrich-Heine-Straße, die gemischter Bebauung sind.
Weitere Straßen tragen Namen von Persönlichkeiten, die eng mit dem Wirken in der Stadt in Zusammenhang stehen. Dazu zählen das Wohngebiet Prof.-Wagenfeld-Ring, die Joseph-Schweigstraße und die Dr.-Altmann-Straße.
Zu der Gruppe der Straßen, die einen Namen von Personen tragen, die mit der proletarischen und antifaschistischen Grundhaltung verbunden sind, zählen die Rosa-Luxemburg-Straße, die Karl-Liebknecht-Straße, die Werner-Seelenbinder-Straße, die Geschwister-Scholl-Straße, die August-Bebel-Straße und die Karl-Marx-Straße. Weitere Straßen, die zur Zeit der DDR ihren Namen erhielten, wurden jedoch um- bzw. zurückbenannt, so die Ernst-Thälmann-Straße, die Dimitroffstraße und die Hans-Beimler-Straße.
Durch Umgestaltung eines Einkaufs- und Dienstleistungsgeländes entstand nach der Wende der Sorauer Platz, in dessen Benennung die Städtepartnerschaft Weißwassers mit der polnischen Stadt Żary (deutsch und bis 1945 Sorau) zum Ausdruck kommt.
Über die Stadt verteilt gibt es Straßen mit Namen von Wissenschaftlern, wie die Heinrich-Hertz-Straße, die Robert-Koch-Straße und die Jacobistraße und reformerischen Pädagogen wie die Friedrich-Fröbel-Straße oder Pestalozzistraße und Jahnstraße bzw. -damm.
Ein großer Teil von DDR-typischen Bezeichnungen wie Straße der DSF, Straße der Jungen Pioniere, Straße der Jugend, Straße der Befreiung, Platz der Roten Armee wurden umbenannt, neu benannt oder erhielten frühere Bezeichnungen, lediglich die Straße des Friedens und die Straße der Einheit blieben unberührt.
Der Knappenweg, die Grubenstraße, die Grube-Hermann-Straße, die Glückauf- und die Kraftwerkerstraße haben zudem Bezug zu dem regionalen Merkmal einer Energie- und Bergarbeiterstadt. Die Zugehörigkeit zum sorbischen Siedlungsgebiet wird durch den Wendensteg markiert.
Weitere Straßennamen wie Waldstraße, Sandstraße, Hohe Straße, Wiesensteg deuten auf unbestimmte lokale Gegebenheiten.

## Legende
Die nachfolgende Tabelle gibt eine Übersicht über die in der Stadt vorhandenen Straßen und Plätze sowie einige dazugehörigen Informationen. Im Einzelnen sind dies:
- Name: Aktuelle Bezeichnung der Straße oder des Platzes (in Sorbisch soweit eine solche Benennung auf einem Straßenschild oder Stadtplan verzeichnet ist) sowie ein Koordinatenlink auf die ungefähre Straßenmitte. Die Anmerkung 1 verweist auf andere frühere Straßennamen.
- Länge/Maße: Länge der Straße beziehungsweise Ausmaße des Platzes in Metern.
- Namensherkunft: Herleitung des Namens sofern bekannt.
- Jahr der Benennung: Zeitpunkt, zu dem die Straße ihren heute gültigen Namen erhielt.
- Anmerkungen: Beschreibung der Lage in der Stadt und Besonderheiten.
- Bild: Bild der Straße oder eines anliegenden Objektes.

## Straßenverzeichnis
| Name sorbisch                                                      | Länge (in Metern) | Namensherkunft | Jahr der Benennung | Anmerkungen | Bild |
| ------------------------------------------------------------------ | ----------------- | --- | ------------------ | --- | --- |
| - A -                                                              | ↑                 | ↑ | ↑                  | ↑ | ↑ |
| Ackerstraße Lage                                                   | 120 m             | Nach früher hier anliegendem Acker. | ?                  | Im Wohngebiet am Alten Dorf. | Bild gesucht BW |
| Ährenweg Lage                                                      | 210 m             | Nach den Ähren. | ?                  | Er liegt im Alten Dorf. | Bild gesucht BW |
| Albert-Schweitzer-Ring Lage                                        | 480 m             | Nach Albert Schweitzer (1875–1965), deutscher Theologe, Philosoph und Arzt. | ?                  | Das ringförmige Karree aus 5- und 9-geschossigen Plattenbauten liegt im Süden der Stadt im Wohngebiet Am Wasserturm. Ein Teil des Ringes mit 11-geschossigen Hochhäusern wurde 2007 komplett abgerissen. Deren Grundfläche gehört jetzt zum neugeschaffenen Sorauer Platz. | Bild gesucht |
| Alexanderstraße Lage                                               | 80 m              | unbekannt | ?                  | Eine kurze Verbindungsstraße im Wohngebiet an der Einheit. | Bild gesucht |
| Am Anger Lage                                                      | 200 m             | Nach dem früheren Anger des Alten Dorfes. | ?                  | Im Alten Dorf. | Bild gesucht |
| Am Braunsteich Lage                                                | 1.500 m           | Nach dem Braunsteich. | ?                  | Eine Abzweigung vom Braunsteichweg, an ihr befindet sich das KIEZ am Braunsteich an der Straße. | Bild gesucht |
| Am Braunsteichgraben Lage                                          | 700 m             | Nach dem Braunsteichgraben. | ?                  | Dieser Weg führt vom Waldhaus zunächst befestigt, ab dem Braunsteichweg als unbefestigte Waldstraße über insgesamt 3 km nach Krauschwitz, wo er auf die B 115 nahe der Erlebniswelt trifft. | Bild gesucht |
| Am Dorfbrunnen Lage                                                | 80 m              | Nach einem Dorfbrunnen im Alten Dorf? | ?                  | Eine kurze Sackgasse an der August-Bebel-Straße, im Alten Dorf. | Bild gesucht |
| Am Freizeitpark Pri parku wočerstwjenja Lage                       | 430 m             | Nach der Lage am Freizeitpark. | ?                  | Am südlichen Stadtrand stehen am Freizeitpark einige Würfelhäuser. Der Park bietet Spiel- und Sportmöglichkeiten. | Bild gesucht |
| Am Glasmacherbrunnen                                               | 30 m              | Nach der Lage am Glasmacherbrunnen. | 2010               | Der Platz bezeichnet den Kreisverkehr vor dem Bahnhof, der im Zuge des Umbaus des Bahnhofsvorgeländes wiedereingerichtet wurde. Im Zentrum des Kreisverkehrs steht der Glasmacherbrunnen. | Bahnhofsvorplatz mit Glasmacherbrunnen |
| Am Schulacker Lage                                                 | 590 m             | unbekannt | ?                  | Eine Ringstraße am Neuteichweg. | Bild gesucht |
| An der Hopfenblüte Lage                                            | 90 m              | Nach der Hopfenblüte, einer Kneipe. | ?                  | Einziger Anlieger dieser kurzen Verbindungsstraße ist das Lokal Hopfenblüte. | Bild gesucht |
| An der Philippine Lage                                             | 930 m             | unbekannt | ?                  | Am nordwestlichen Stadtrand an der Straße nach Halbendorf. | Bild gesucht |
| An der Rennbahn Lage                                               | 1.150 m           | Nach der Rennbahn, dem Weg zur Schlosswiese, ehemals zum ehemaligen Jagdschloss gehörig. | ?                  | Eine Wohnsiedlung am äußersten westlichen Stadtrand. | Bild gesucht |
| An der Ziegelei Lage                                               | 820 m             | An einer ehemaligen Ziegelei? | ?                  | Eine Siedlung um den Ziegeleiteich. | Bild gesucht |
| Auensiedlung Lage                                                  | 470 m             | Nach einer Aue. | ?                  | Wohnsiedlung am Halbendorfer Weg in Richtung Halbendorf und Schleife. | Bild gesucht |
| August-Bebel-Straße Augusta Bebelowa dróha Lage                    | 890 m             | Nach August Bebel (1840–1913), sozialdemokratischer deutscher Politiker. | ?                  | Diese Straße ist die frühere Dorfstraße von Ur-Weißwasser. Sie verbindet heute das Stadtgebiet Süd mit dem Alten Dorf. An ihr liegen neben einem Autohaus u. a. die Schule 1, heutige 1. Grundschule, die erste Schule von Weißwasser. | Bild gesucht |
| - B -                                                              | ↑                 | ↑ | ↑                  | ↑ | ↑ |
| Bahnhofstraße Dwórnišćowa dróha Lage                               | 250 m             | Nach dem Bahnhof. | ?                  | Sie verläuft vom Bahnhof bis zur Muskauer Straße. An ihr lag zudem der ehemalige und liegt auch der neue Busbahnhof. | Bahnhofstraße mit Bahnhofsgebäude; rechts der Wasserturm am Bahnhof (jetzt Turm-Café)                                                             |
| Bärenstraße Lage                                                   | 140 m             | unbekannt | ?                  | Eine kleine Straße am Neuteichweg, gegenüber dem früheren Glaswerk Bärenhütte. | Bild gesucht |
| Bautzener Straße Budyska dróha Lage                                | 4.850 m           | Nach der Stadt Bautzen. | ?                  | Sie verläuft in ganzer Länge als B 156 von der Stadtmitte südlich etwa 1900 m bis zum Ortsausgang in Richtung Bautzen. | Bautzener Straße; Blickrichtung aus Süden in Ri. Stadtmitte                                                                                       |
| Berliner Straße Berlinska dróha Lage                               | 1.730 m           | Nach der Stadt Berlin. | ?                  | Hauptachse (S 126) von der Stadtmitte bis zum Alten Dorf. | Berliner Straße mit dem Boulevard (links) und dem Hotel Kristall (rechts)                                                                         |
| Bergstraße Lage                                                    | 170 m             | unbekannt | ?                  | Eine kleine Straße in einer Wohnsiedlung. | Bild gesucht |
| Bertolt-Brecht-Straße Lage                                         | 680 m             | Nach Bertolt Brecht (1898–1956), deutscher Dramatiker und Lyriker. | ?                  | Ein Plattenbauviertel im Stadtgebiet Am Puck. | Bild gesucht |
| Birkenweg Brězowy puć Lage                                         | 180 m             | Nach der Birke. | ?                  | Eine kleine, gut versteckte Straße im Bereich zwischen Jahn- und Neuteich. | Bild gesucht |
| Boulevard Lage                                                     | 731 m             | Nach Boulevard. | ?                  | Straße parallel zur Rosa-Luxemburg-Straße und Bautzener Straße | Bild gesucht |
| Boxberger Straße Hamorska dróha Lage                               | 670 m             | Nach dem Ort Boxberg. | ?                  | Die Straße verläuft im Wohngebiet Süd größtenteils parallel zur Bautzener Straße. Auch in dieser Straße wurden einige Wohnblocks abgerissen. Sie setzt sich von der Bautzener Straße in Richtung Tagebau fort. Dies war die ehemalige B 156, bevor sie abgebrochen wurde. | Bild gesucht |
| Braunsteichweg Lage                                                | 920 m             | Nach dem Braunsteich. | ?                  | Er verläuft von der Muskauer Straße in Richtung Braunsteich, endet aber kurz zuvor in dem diesen umgebenden Wald. | Bild gesucht |
| Brentanoweg Lage                                                   | 380 m             | Nach Clemens Brentano (1778–1842), deutscher Schriftsteller der Heidelberger Romantik. | ?                  | Am östlichen Rande des Dichterviertels. | Bild gesucht |
| Brückenweg Lage                                                    | 1.350 m           | Nach der Brücke über den Braunsteich. | ?                  | Verlängerung der Straße der Einheit zum Braunsteich. Als Brücke führt er darüber und als unbefestigter Weg bis zum Braunsteichweg. | Brücke über den Braunsteich |
| Brunnenstraße Lage                                                 | 870 m             | unbekannt | ?                  | Sie führt von der Muskauer Straße durch das nordöstlichere Plattenbaugebiet der Stadt, dann im Bogen vorbei an der ehemaligen 2. POS „Bruno-Bürgel“ (zuletzt 2. Mittelschule). | Bild gesucht |
| Bruno-Bürgel-Straße Lage                                           | 370 m             | Nach Bruno Bürgel (1875–1948), deutscher Schriftsteller und Publizist astronomischer Themen. | ?                  | An dieser kleinen Straße liegt die jetzige 4. Grundschule Friedrich Froboeß, die früher der Unterstufenteil der 4. POS war. | Bild gesucht |
| - C -                                                              | ↑                 | ↑ | ↑                  | ↑ | ↑ |
| Carl-Friedrich-Gauß-Straße Carla Friedricha Gaußowa dróha Lage     | 280 m             | Nach Carl Friedrich Gauß (1777–1855), deutscher Mathematiker, Astronom, Geodät und Physiker. | ?                  | Eine kurze Sackgasse an der Berliner Straße, an deren Ende das Grundbuchamt liegt. | Bild gesucht |
| - D -                                                              | ↑                 | ↑ | ↑                  | ↑ | ↑ |
| Damaschkestraße Lage                                               | 890 m             | Nach Adolf Damaschke (1865–1935), deutscher Pädagoge und Führer der Bodenreformbewegung. | ?                  | Sie verläuft nah am Neuteichweg zur Forster Bahnstrecke. | Bild gesucht |
| Dominium Lage                                                      | 260 m             | Siehe Dominium. | ?                  | Gehört zur Wohngegend am Alten Dorf. | Bild gesucht |
| Drachenbergweg Lage                                                | 410 m             | Nach den zwischen Bad Muskau und Weißwasser liegenden Drachenbergen. | ?                  | Am nördlichen Stadtrand in Richtung Bad Muskau. Die Straße zweigt von der B 156 Muskauer Straße ab. | Bild gesucht |
| Dr.-Altmann-Straße1 Lage                                           | 140 m             | Nach Hermann Altmann (1873–1940), einem jüdischen Arzt der Stadt, Opfer des Nationalsozialismus. | ?                  | Eine Straße in der Stadtmitte, an der sich das Polizeirevier und das Rathaus befinden. | Bild gesucht |
| - E -                                                              | ↑                 | ↑ | ↑                  | ↑ | ↑ |
| Eichendorffweg Lage                                                | 250 m             | Nach Joseph von Eichendorff (1788–1857), deutscher Lyriker und Schriftsteller der deutschen Romantik. | ?                  | Er liegt östlich im Dichterviertel. | Bild gesucht |
| Eichengrund Lage                                                   | 380 m             | Nach einem Bereich mit Eichenbestand. | ?                  | Siedlung am westlichen Stadtrand. | Bild gesucht |
| Eisenbahnstraße Lage                                               | 280 m             | Nach der nahen Eisenbahnlinie. | ?                  | Eine Verbindungsstraße zwischen Jahnstraße und der Forster Straße. An ihr liegt die Gemeinde der Siebenten-Tags-Adventisten. | Bild gesucht |
| - F -                                                              | ↑                 | ↑ | ↑                  | ↑ | ↑ |
| Feldstraße Lage                                                    | 920 m             | unbenannt | ?                  | Liegt im Alten Dorf und endet als Sackgasse in einer Gartenanlage nahe der Bahnstrecke Richtung Cottbus. | Bild gesucht |
| Forster Straße Baršćanska dróha Lage                               | 1.320 m           | Benannt nach der Kleinstadt Forst (Lausitz) in Brandenburg. | ?                  | Sie verläuft vom Bahnhof entlang der ehemaligen Bahnstrecke nach Forst. | Bild gesucht |
| Forstweg Lage                                                      | 700 m             | Siehe Forst. | ?                  | Verlängerung der Schweigstraße vom Neubaugebiet bis zum Friedhof. Er wurde um 1977 befestigt. | Bild gesucht |
| Friedrich-Bodelschwingh-Straße1 Fr. Bodelschwinghowa dróha Lage    | 200 m             | Nach Friedrich von Bodelschwingh dem Älteren oder/und Friedrich von Bodelschwingh dem Jüngeren. | ?                  | Stadtmitte, zwischen Marktplatz und Bahnhof. | Bild gesucht |
| Friedrich-Fröbel-Straße Friedricha Fröbelowa dróha Lage            | 310 m             | Nach Friedrich Fröbel (1782–1852), deutscher Pädagoge, Schöpfer des Wortes Kindergarten. | ?                  | Zwischen Jahnstraße am Jahnteich und Forster Straße an der Forster Bahnstrecke. | Bild gesucht |
| - G -                                                              | ↑                 | ↑ | ↑                  | ↑ | ↑ |
| Gablenzer Weg Jabłońčanski puć Lage                                | 1.400 m           | Nach dem benachbarten Ort Gablenz. | ?                  | Die Straße verläuft von der Damaschkestraße über die Forster Bahnlinie weiter bis zur Waldeisenbahn etwas gewunden in Richtung des Ortes Gablenz, den der Weg aber nicht erreicht, da er von einem Grubenloch unterbrochen ist. | Bild gesucht |
| Gartenstraße Lage                                                  | 160 m             | unbekannt | ?                  | Sie liegt im Wohngebiet am ehemaligen VEB Einheit, zwischen 5-geschossigen Plattenbauten einerseits und älteren Arbeiterwohnbauten andererseits. | Bild gesucht |
| Gelsdorfstraße                                                     | ?m                | Nach Wilhelm Gelsdorf (1838–1908), Glasmacher und -industrieller | ?                  | kurze Stichstraße der Jahnstraße | Bild gesucht |
| George-Beck-Straße Lage                                            | 690 m             | Nach Johann George Beck, erster Lehrer von Weißwasser | ?                  | Sie liegt im Stadtgebiet Süd auf der Rückseite des Friedhofgeländes. Nach Abriss der erst nach der Wende entstandenen Tankstelle und der Plattenbauten, die eigentlich zur Geschwister-Scholl-Straße gehörten und nur wenige Jahre dort standen, ist sie ohne jede Bebauung. | Bild gesucht |
| Geschwister-Scholl-Straße Lage                                     | 540 m             | Nach den Geschwistern Hans (1918–1943) und Sophie Scholl (1921–1943), die wegen Widerstandes gegen den Nationalsozialismus hingerichtet wurden.                                                                       | ?                  | Die Straße wurde wenige Jahre vor der Wende am südlichen Stadtrand von Weißwasser fertiggestellt. Beidseitig standen 5-geschossige Wohnblocks in Plattenbauweise. Einerseits sogar geschlängelt. Es gab mind. 108 Eingänge, von denen kein Einziger mehr steht. Die Blöcke waren die ersten, die zum Abriss anstanden. Die ehemalige 12. POS (zuletzt 7. Grundschule „Johann Warko“) wurde ebenso abgerissen. | leergezogene Wohnhäuser der Geschwister-Scholl-Straße vor dem Abriss                                                                              |
| Glückaufstraße Lage                                                | 300 m             | Nach dem Gruß der Bergarbeiter. | ?                  | Sie liegt im Wohngebiet Am Wasserturm. An einem Teil der Straße stehen 5-geschossige Plattenbaue. Zum anderen Ende zählt eine Hälfte des Hochhauses Blauer Engel. | Glückaufstraße, im Hintergrund der Blaue Engel |
| Goethestraße Lage                                                  | 320 m             | Nach Johann Wolfgang von Goethe (1749–1832), deutscher Dichter und Forscher. | ?                  | Sie liegt im Dichterviertel der Stadt. | Goethestraße; Blickrichtung von der Uhlandstraße nach Osten                                                                                       |
| Görlitzer Straße Zhorjelska dróha Lage                             | 870 m             | Nach der Stadt Görlitz. | ?                  | Sie verläuft von der Stadtmitte, Bautzener Straße, parallel zur Bahnstrecke in Richtung Görlitz. | Bild gesucht |
| Graf-von-Stauffenberg-Straße1 Lage                                 | 305 m             | Nach Claus Schenk Graf von Stauffenberg (1907–1944), Offizier, Attentäter des 20. Juli 1944 auf Adolf Hitler. |                    | Die Straße liegt inmitten des Neubaugebietes Süd. An ihr lagen die ehemalige 10. POS „Erich Kanitz“ (zuletzt 4. Mittelschule), die ebenso wie die direkt angrenzende ehemalige 11. POS „Werner Lamberz“ (zuletzt 5. Mittelschule) aufgrund des Bevölkerungsrückganges leer stand und letztlich abgerissen wurde. Im Jahr 2013 waren auch alle Wohnblocks leer und werden zurückgebaut, es soll die parallel zur Bautzner Straße verlaufende, nicht mehr benötigte Wohngebietsstraße ebenfalls rückgebaut und die Bodenversiegelung somit aufgehoben werden. | Graf-von-Stauffenberg-Straße |
| Grillparzerstraße Lage                                             | 80 m              | Nach Franz Grillparzer (1791–1872), österreichischer Schriftsteller, Dramatiker und Nationaldichter. | ?                  | Diese sehr kurze Sackgasse liegt im Dichterviertel. Sie zweigt von der Heinrich-Heine-Straße ab in Richtung zur Rückseite des Geländes des Eisstadions und des ehemaligen Einkaufszentrums am Puck. | Bild gesucht |
| Grube-Hermann-Straße Lage                                          | 470 m             | Nach der Grube Hermann, einer 1868 durch Hermann Graf von Arnim eröffneten Braunkohlengrube, die heute eine Industrieruine am Stadtrand ist.                                                                          | ?                  | Die Sackgasse zweigt am nordöstlichen Stadtrand von der Muskauer Straße (B 156) ab und führt zum ehemaligen Grubengelände an der Waldeisenbahnstrecke. | Bild gesucht |
| Grubenstraße Lage                                                  | 160 m             | Nach einer früheren dortigen Kohlengrube. | ?                  | Eine kurze Straße zwischen Jahn- und Damaschkestraße, parallel zur ehemaligen Bahnstrecke nach Forst und der auf der anderen Seite gelegenen Forster Straße. | Bild gesucht |
| Grüner Weg Lage                                                    | 370 m             | unbekannt | ?                  | Der Weg liegt am südwestlichen Stadtrand. Er beginnt als unbefestigter Fußweg, südlich vorbei am Friedhof und in seiner Verlängerung gelangt man über die August-Bebel-Straße hinweg vorbei an einer ehemaligen Klärstation für die Südstadt auf einen Weg zum ehemaligen Jagdschloss. | Bild gesucht |
| Grünstraße Lage                                                    | 640 m             | unbekannt | ?                  | Sie liegt an einer großen unbebauten Grünfläche der Stadt. | Bild gesucht |
| Gutenbergstraße Gutenbergowa dróha Lage                            | 700 m             | Nach Johannes Gutenberg (ca. 1400–1468), Erfinder des europäischen Buchdruckes mit beweglichen Metall-Lettern. | ?                  | Sie verläuft vom Stadtzentrum an der Bautzener Straße zum östlich gelegenen Dichterviertel. Sie ist im oberen, innenstadtnahen Teil eine der schlechtesten Straßen der Stadt. | Bild gesucht |
| Güterstraße Tworowa dróha Lage                                     | 380 m             | Der Name leitet sich vom ehemaligen Güterbahnhof der Stadt ab. | ?                  | Eine Sackgasse in der Stadtmitte an der Bahnstrecke Görlitz-Cottbus, die links im Bild auf der dem Bahnhof gegenüberliegenden Seite der Gleise liegt. | Bahnhof Weißwasser; in der oberen Bildmitte die Güterstraße                                                                                       |
| - H -                                                              | ↑                 | ↑ | ↑                  | ↑ | ↑ |
| Halbendorfer Weg Brězowski puć Lage                                | ? m               | Nach dem Ort Halbendorf. | ?                  | Die Straße (S 126) ist die Ausfallstraße in nordwestliche Richtung zur B 156. Sie verläuft vom westlichen Bahnübergang in Verlängerung der Käthe-Kollwitz- bzw. Berliner Straße, die aus der Stadtmitte kommt, vorbei an kleineren Autohäusern, einem Baumarkt, dem Klärwerk, einigen Häusern und einer Gartenanlage in Richtung der Stadt Spremberg. | Bild gesucht |
| Hagweg auch Haikweg Lage                                           | ? m               | unbekannt | ?                  | Der Weg liegt außerhalb der Stadt. Er beginnt im heutigen Industriegebiet östlich der Stadt und schlängelt sich, die Süßmuthlinie (S 157) und die B 156 kreuzend durch den Wald in Richtung Nochten nach Süden zur Tagebaukante. | Bild gesucht |
| Hanns-Eisler-Straße Hannsa Eislerowa dróha Lage                    | ? m               | Nach Hanns Eisler (1898–1962) österreichisch-deutscher Komponist und Autor musiktheoretischer und politischer Schriften; Verfasser der Nationalhymne der DDR.                                                         | ?                  | Die Straße zählt neben der Bertolt-Brecht-Straße zu den Wohngebieten am Puck. Es gibt dort nur 5-geschossige Neubauten in Plattenbauweise aus den 70er Jahren. Auf der stadtabgewandten Seite ist etwas Wald und Kleingartenanlagen. | Bild gesucht |
| Hechtgraben Lage                                                   | ? m               | unbekannt | ?                  | Eine kleine Straße mit Einfamilienhäusern zwischen den beiden Nordwegen. | Bild gesucht |
| Hegelpromenade1 Lage                                               | ? m               | Nach Georg Wilhelm Friedrich Hegel (1770–1831), deutscher Philosoph und wichtigster Vertreter des Deutschen Idealismus.                                                                                               | ?                  | Im Stadtgebiet Am Boulevard. An ihr liegen auf der einen Straßenseite Neubaublocks, auf der anderen Seite einige Villen, in denen sich heute wohl auch aufgrund der Nähe zum Krankenhaus einige Arztpraxen befinden. Ein Plattenbau ist auch das Seniorenheim der Volkssolidarität. | Bild gesucht |
| Heideweg Lage                                                      | ? m               | Nach der Heide. | ?                  | Der Weg liegt am grünen Ostrand der Stadt. Er zweigt von der Rothenburger Straße ab und mündet an seinem Ende in einem Waldweg, der bis zum östlichen Bahnübergang an der S 126 führt. | Bild gesucht |
| Heinrich-Heine-Straße Lage                                         | ? m               | Nach Heinrich Heine (1797–1856), deutscher Dichter und Journalist. | ?                  | Die S 126 trägt bereits ab der Kreuzung mit der Süßmuthlinie (S 157) einige hundert Meter vor dem Ortseingang diesen Namen. Sie verläuft von dort weiter bis zur Kreuzung mit der Bautzener Straße (B 156) am höchsten Punkt der Stadt am Wasserturm. An ihr lag nahe dem Ortseingang die ehemalige 6. POS „Hans Beimler“, (zuletzt 5. Grundschule) die bereits abgerissen wurde und von der nur noch die Turnhalle steht. | Heinrich-Heine-Straße (S 126) am Ortseingang Weißwasser                                                                                           |
| Heinrich-Hertz-Straße Heinricha Hertzowa dróha Lage                | ? m               | Nach Heinrich Hertz (1857–1894), deutscher Physiker. | ?                  | Die Straße gehört zum Wohngebiet Am Wasserturm. Sie besteht vollständig aus 5-geschossigen Plattenbauten. An ihr liegt die ehemalige 8. POS „Juri Gagarin“, die zuletzt bis zum Jahr 2010 als Grundschule „Friedrich Ludwig Jahn“ diente. Sie bildet mit der Kraftwerker- und Glückaufstraße einerseits und der Juri-Gagarin-Straße andererseits jeweils ein Karree. | modernisierte Wohnblocks an der Heinrich-Hertz-Straße, rechts Rückbau zu 3-geschossigen Wohnhäusern                                               |
| Heinz-Hamann-Straße Lage                                           | ? m               | Nach Heinz Hamann (1914–1942), Glasbläser aus Weißwasser | ?                  | Die Straße ist ein Abzweig der Geschwister-Scholl-Straße an der ehemaligen 12. POS. Sie ist komplett abgerissen. | Bild gesucht |
| Hermann-Moritz-Jacobi-Straße Hermanna Moritza Jacobiowa dróha Lage | ? m               | Nach Moritz Hermann von Jacobi? (1801–1874), deutsch-russischer Physiker und Ingenieur. | ?                  | Verlängerung des Prof.-Wagenfeld-Rings ab der Bautzener Straße bis zum Kreisverkehr am Sachsendamm, wo die Achse geradeaus als George-Beck-Straße weiterführt. Es gibt keine Wohnanschrift Jacobistraße, weil die angrenzenden Wohnblocks jeweils zu anderen Straßen (Boxberger Straße, Heinrich-Hertz-Straße und Albert-Schweitzer-Ring) gehören. | Bild gesucht |
| Hermannstraße Lage                                                 | ? m               | Unbekannt, wohl nach Hermann von Pückler-Muskau oder Traugott Hermann von Arnim-Muskau. | ?                  | Die Straße beginnt im Wohngebiet am Boulevard, wo sie ab der Karl-Liebknecht-Straße am Krankenhaus, einem Kindergarten und dem Landau-Gymnasium vorbei durch eine Wohnsiedlung verläuft. Ab der Kreuzung Forstweg führt sie unbefestigt zwischen Gartengrundstücken und Friedhofswald zur August-Bebel-Straße, von wo sie wieder befestigt zur Siedlung Hermannstraße führt. | Bild gesucht |
| Hermannsdorfer Straße Lage                                         | ? m               | Nach dem Ort Hermannsdorf, einem ehemaligen Dorf, das 1903 nach Weißwasser eingemeindet wurde und den östlichen Teil der Stadt bildet.                                                                                | ?                  | - | Bild gesucht |
| Hohe Straße Lage                                                   | ? m               | unbekannt | ?                  | - | Bild gesucht |
| Hoher Wald Lage                                                    | ? m               | Lage am Waldrand. | ?                  | Diese kurze Straße liegt am östlichen Stadtrand. An ihr liegen einige Gewerbetreibende. | Bild gesucht |
| Humboldtstraße Humboldtowa dróha Lage                              | ? m               | Nach Alexander von Humboldt oder/und Wilhelm von Humboldt. | ?                  | Wohngebiet von Wohnblocks. | Bild gesucht |
| - I -                                                              | ↑                 | ↑ | ↑                  | ↑ | ↑ |
| In der Meschina Lage                                               | ? m               | unbekannt | 1?                 | Straße im Ortsteil Hermannsdorf am östlichen Stadtrand. | Bild gesucht |
| Industriestraße Ost Lage                                           | ? m               | Industrie- und Gewerbegebiet | ?                  | Industrie- und Gewerbegebiet östlich von Weißwasser an S 126 und S 157. | Bild gesucht |
| Industriestraße West Lage                                          | ? m               | Industrie- und Gewerbegebiet | ?                  | Industrie- und Gewerbegebiet östlich von Weißwasser an S 126 und S 157. | Bild gesucht |
| - J -                                                              | ↑                 | ↑ | ↑                  | ↑ | ↑ |
| Jahndamm Lage                                                      | ? m               | Nach Friedrich Ludwig Jahn (1778–1852), deutscher Nationalist und Turnvater. | ?                  | Befindet sich zwischen dem Jahnteich und dem kleinen Jahnteich. | Jahndamm aus Richtung Teichstraße; links der Jahnteich                                                                                            |
| Jahnstraße Jahnowa dróha Lage                                      | ? m               | Ebenfalls nach Friedrich Ludwig Jahn. | ?                  | Die Straße verläuft vom Kreisverkehr Straße des Friedens (nahe der Hauptstraße Muskauer Straße) vorbei am Jahnteich, macht einen Linksknick, kreuzt die Bahnübergänge der Strecken nach Forst (stillgelegt) und Cottbus und mündet in die Berliner Straße. | Bild gesucht |
| Johannastraße Lage                                                 | ? m               | unbekannt | ?                  | Eine der kleineren Straßen der Stadt. | Bild gesucht |
| Juri-Gagarin-Straße Lage                                           | ? m               | Nach Juri Gagarin (1934–1968), sowjetischer Kosmonaut, erster Mensch im Weltall. | ?                  | Die Straße liegt zwischen dem Friedhof und dem Wohngebiet am Wasserturm und führt vom Forstweg bis zum Kreisverkehr am Kaufland. An diesem Ende liegt die ehemalige 8. POS. „Juri Gagarin“, zuletzt 6. Grundschule und die Neuapostolische Kirche Weißwassers. Sie ist teilweise vom Abriss betroffen, zudem wurden Wohnblocks in der Anzahl der Etagen reduziert. | Bild gesucht |
| - K -                                                              | ↑                 | ↑ | ↑                  | ↑ | ↑ |
| Käthe-Kollwitz-Straße1 Dróha Käthy Kollwitz Lage                   | ? m               | Nach Käthe Kollwitz (1867–1945), deutsche Künstlerin und Sozialistin. | ?                  | Im Alten Dorf. | Bild gesucht |
| Karl-Liebknecht-Straße Karla Liebknechtowa dróha Lage              | ? m               | Nach Karl Liebknecht (1871–1919), deutscher Sozialist, Antimilitarist, Reichstagsabgeordneter und Mitbegründer der KPD.                                                                                               | ?                  | In der Stadtmitte, zwischen der Fußgängerzone Boulevard, dem Krankenhaus, der Saschowawiese und dem Wasserturm. | Bild gesucht |
| Karl-Marx-Straße1 Karla Marxowa dróha Lage                         | 380 m             | Nach Karl Marx (1818–1883), Philosoph, Gesellschaftstheoretiker, politischer Journalist, Theoretiker des Sozialismus und Kommunismus.                                                                                 | ?                  | Sie führt von der Einheit am Marktplatz und am Rathaus vorbei bis zur Bautzener Straße. | Bild gesucht |
| Kastanienallee Lage                                                | ? m               | Nach einem früheren Kastanienbestand. | ?                  | Im Alten Dorf. | Bild gesucht |
| Kiefernweg Lage                                                    | ? m               | Nach den anliegenden Kiefernwäldern. | ?                  | Die unbefestigte Straße liegt an Gärten und einem Garagenkomplex. Sie ist beidseitig eine Sackgasse. | Bild gesucht |
| Kirchstraße Lage                                                   | 140 m             | Nach der anliegenden evangelischen Kirche. | ?                  | Die Straße führt von zwei Richtungen baulich voneinander getrennt zur Kirche und umrundet diese direkt am Gebäude. | Bild gesucht |
| Knappenweg Lage                                                    | ? m               | Zu Ehren der Bergarbeiter d. h. „Knappen“. | ?                  | - | Bild gesucht |
| Kornweg Lage                                                       | ? m               | Nach dem Korn. | ?                  | Er liegt im Alten Dorf. | Bild gesucht |
| Kreuzstraße Křižna dróha Lage                                      | ? m               | unbekannt | ?                  | - | Bild gesucht |
| Kromlauer Weg Kromolanski puć Lage                                 | ? m               | Nach dem Nachbarort Kromlau. | ?                  | Der Weg zweigt von der Nordwestachse Halbendorfer Weg nördlich ab. Er führt an mehreren Seen vorbei direkt bis in den Nachbarort Kromlau, ist aber ab dem Ortsausgang für den normalen Kraftverkehr gesperrt. Ab dort verläuft er direkt neben der Strecke der Waldeisenbahn Muskau. Diese Verbindung ist damit eine der längsten der Stadt. | Bild gesucht |
| Krumme Straße Lage                                                 | ? m               | Nach einer S-Kurve in der Straßenmitte. | ?                  | Sie liegt im Alten Dorf, nahe der Bahnlinie Cottbus-Görlitz. | Bild gesucht |
| - L -                                                              | ↑                 | ↑ | ↑                  | ↑ | ↑ |
| Lausitzer Straße Łužiska dróha Lage                                | ? m               | Nach der Lausitz. | ?                  | Eine Nebenstraße der Berliner Straße, nahe dem Alten Dorf. | Bild gesucht |
| Lessingstraße Lessingowa dróha Lage                                | ? m               | Nach Gotthold Ephraim Lessing (1729–1781), Dramatiker, Dichter und Theoretiker der deutschen Aufklärung. | ?                  | Am Rande des Dichterviertels gelegen, beginnt diese kurze Straße an der Hauptverkehrsachse Bautzener Straße. | Bild gesucht |
| Lönshof Lage                                                       | ? m               | Nach Hermann Löns (1866–1914), deutscher Journalist und Schriftsteller, Heidedichter. | ?                  | Am Rande des Dichterviertels gelegen, ist sie die vielleicht kürzeste Straße der Stadt. | Blick in den Lönshof |
| Luisenstraße Lage                                                  | ? m               | unbekannt | ?                  | Zwischen Marktplatz und Brunnenstraße, liegt sie rückseitig einer Grundschule. | Bild gesucht |
| Lutherstraße Lutherowa dróha Lage                                  | ? m               | Nach Martin Luther (1483–1546), Mönch, Theologe, Urheber und Lehrer der Reformation. | ?                  | Als Verbindung von der Südstadt und der S 126 (aus Richtung B 156 und B 115) zur Stadtmitte ist sie eine der bedeutenderen Straßen der Stadt. An ihr liegt die ehemalige 5. POS „Wilhelm Pieck“, eine Russischschule, die nach der Wende zum Städtischen Gymnasium ausgebaut wurde, welches im Zuge des Rückganges der Schülerzahlen geschlossen wurde. In das weiterhin ausgebaute Gebäude zog die Mittelschule Weißwasser ein. | Bild gesucht |
| - M -                                                              | ↑                 | ↑ | ↑                  | ↑ | ↑ |
| Marktplatz1 Lage                                                   | ? m               | Natürlich finden hier seit Jahrzehnten Märkte und andere Veranstaltungen statt. | ?                  | Er ist der zentrale Platz vor dem Rathaus. Dieser wurde im 20. Jahrhundert mehrfach umbenannt. In der DDR hieß er Platz der Roten Armee, zuvor Adolf-Hitler-Platz bzw. Wilhelmsplatz. Einziger Anlieger ist das Rathaus. | Marktplatz mit Rathaus |
| Martin-Schulz-Straße Lage                                          | ? m               | Nach einem der Gründer des organisierten Eishockeysportes in Weißwasser. | 2012/13            | Die Straße wurde mit der Umgestaltung des Geländes des abgerissenen, alten Eisstadions neu geschaffen. | Bild gesucht |
| Mittelstraße1 Srjedźna dróha Lage                                  | ? m               | Nach der Lage zwischen evangelischer Kirche und Bahnhof(?) | ?                  | Sie liegt in der Stadtmitte. | Bild gesucht |
| Mühlenstraße Lage                                                  | ? m               | Nach einer früheren Mühle | ?                  | Die Straße führt ebenso wie die August-Bebel-Straße und die Bautzener Straße vom höhergelegenen südlichen Stadtteil hinab zur Westtangente der S 126, der Berliner Straße. | Bild gesucht |
| Muskauer Straße Mužakowska dróha Lage                              | ? m               | Nach der Stadt Bad Muskau. | ?                  | Sie ist Teil der Hauptstraße in Weißwasser. Sie führt in nordsüdlicher Richtung von der Stadtmitte in Richtung der benachbarten Orte Krauschwitz und Bad Muskau. | Blick auf die Muskauer Straße |
| - N -                                                              | ↑                 | ↑ | ↑                  | ↑ | ↑ |
| Neuteichweg Lage                                                   | ? m               | Nach dem angrenzenden Neuteich. | ?                  | Verlängerung der Teichstraße bis zum Kromlauer Weg. An ihr liegt die Wohnsiedlung am Neuteich und das ehemalige Glaswerk Bärenhütte. | Bild gesucht |
| Nordweg Lage                                                       | ? m               | Nach der nördlichen Lage in der Stadt. | ?                  | Nordweg heißen mehrere Sackgassen, die von der Teichstraße am Jahnteich nördlich Richtung Qualisch und Waldseen abzweigen. | Bild gesucht |
| - O -                                                              | ↑                 | ↑ | ↑                  | ↑ | ↑ |
| Oststraße Lage                                                     | ? m               | Lage östlich des Stadtzentrums. | ?                  | Eine kurze Straße im Wohngebiet an der Einheit, direkt an die Straße der Einheit angrenzend. | Bild gesucht |
| - P -                                                              | ↑                 | ↑ | ↑                  | ↑ | ↑ |
| Paul-Keller-Weg Lage                                               | ? m               | Nach Paul Keller (1873–1932), deutscher Schriftsteller und Publizist. | ?                  | Die kurze Sackgasse liegt im Dichterviertel. An ihrem Ende befand sich die Rückseite der ehemaligen 6. POS „Hans Beimler“, die abgerissen wurde und den Blick auf die Heine-Straße freigab. | Bild gesucht |
| Pestalozzistraße Lage                                              | ? m               | Nach Johann Heinrich Pestalozzi (1746–1827), Schweizer Pädagoge, Philanthrop, Schul- und Sozialreformer, Philosoph und Politiker.                                                                                     | ?                  | Die Straße liegt am Westende des Jahnteiches. Sie bietet Zugang zu diesem und zum Tierpark Weißwasser. | Bild gesucht |
| Prof.-Wagenfeld-Ring Prof. Wagenfeldowy wobkruh Lage               | ? m               | Nach Wilhelm Wagenfeld (1900–1990), deutscher Produktdesigner, Bauhaus-Schüler und Pionier des Industriedesigns. | ?                  | Das größte Neubaugebiet der Stadt liegt zwischen dem Gelände des Eisstadions Weißwasser, in dem die Lausitzer Füchse spielen, und dem Freizeitpark. Obwohl einige Wohnblocks in der Mitte des Wohngebietes entfernt wurden, ist es in seiner Gesamtheit derzeit nicht vom Abriss bedroht. In Richtung Freizeitpark lag die ehemalige 7. POS (zuletzt 3. Mittelschule). | Bild gesucht |
| Puschkinstraße Puškinowa dróha Lage                                | ? m               | Nach Alexander Puschkin (1799–1837), russischer Nationaldichter und Begründer der modernen russischen Literatur. | ?                  | Die Straße liegt in der Stadtmitte, im Dichterviertel. Anlieger sind Gewerbetreibende und auch Wohnhäuser. | Bild gesucht |
| - Q -                                                              | ↑                 | ↑ | ↑                  | ↑ | ↑ |
| Qualisch Lage                                                      | ? m               | unbekannt | ?                  | Ein Bereich am nördlichen Stadtrand Richtung Waldseen, geteilt in mehrere Straßennamen, -Ost und -Nord. | Bild gesucht |
| Qualisch-Nord Lage                                                 | ? m               | unbekannt | ?                  | Ein Bereich am nördlichen Stadtrand Richtung Waldseen, verteilt auf mehrere Straßen gleichen Namens. | Bild gesucht |
| Qualisch-Ost Lage                                                  | ? m               | unbekannt | ?                  | Ein Bereich am nördlichen Stadtrand Richtung Waldseen, verteilt auf mehrere Straßen gleichen Namens. | Bild gesucht |
| - R -                                                              | ↑                 | ↑ | ↑                  | ↑ | ↑ |
| Rennbahn Lage                                                      | ? m               | Zugangsweg zum Jagdschloss. | ?                  | Sie liegt westlich der Stadt, zwischen Altem Dorf und ehemaligem Jagdschloss. | Rennbahn, der vom Prinzen der Niederlande angelegte Zugangsweg zum Jagdschloss                                                                    |
| Richard-Wagner-Straße Richarda Wagnerowa dróha Lage                | ? m               | Nach Richard Wagner (1813–1883), deutscher Komponist, Dramatiker, Schriftsteller, Theaterregisseur und Dirigent. | ?                  | Wohngegend, Einfamilienhäuser | Bild gesucht |
| Robert-Koch-Straße Roberta Kochowa dróha Lage                      | ? m               | Nach Robert Koch (1843–1910), deutscher Mediziner und Mikrobiologe. | ?                  | Wohngegend im Ostteil der Stadt. | Bild gesucht |
| Rosa-Luxemburg-Straße Lage                                         | ? m               | Nach Rosa Luxemburg (1871–1919), polnisch-deutsche Sozialistin der Arbeiterbewegung, marxistische Theoretikerin und Antimilitaristin, Mitbegründerin der KPD.                                                         | ?                  | Die Straße ist Zufahrt für Wohnblocks im Plattenbaustil, die terrassenförmig entlang des Boulevard stehen. Sie verbindet wie die parallele Karl-Liebknecht-Straße das Wohngebiet Am Wasserturm mit der Stadtmitte. | Bild gesucht |
| Rothenburger Straße Lage                                           | ? m               | Nach dem Ort Rothenburg/Oberlausitz. | ?                  | Wohngegend, Einfamilienhäuser | Bild gesucht |
| - S -                                                              | ↑                 | ↑ | ↑                  | ↑ | ↑ |
| Sachsendamm1 Lage                                                  | 420 m             | Nach dem Freistaat Sachsen, dem sich die Kreise Hoyerswerda und Weißwasser nach Bürgerentscheiden nach der Wende anschlossen.                                                                                         | ?                  | Südachse vom Kreisverkehr an der ehemaligen 8. POS zur Werner-Seelenbinder-Straße. | links im Abriss befindliche frühere Handels- & Dienstleistungseinrichtungen, rechts das Kaufland und früher einige bereits abgerissene Wohnblocks |
| Sandstraße Lage                                                    | 190 m             | unbekannt | ?                  | Zwischen dem Krankenhaus und dem Friedhof. | Bild gesucht |
| Schäferweg Lage                                                    | 300 m             | Nach einem Schäfer oder dem Schäfer? | ?                  | In der Siedlung am Alten Dorf. | Bild gesucht |
| Schillerstraße Schillerowa dróha Lage                              | ? m               | Nach Friedrich Schiller. | ?                  | Wohnsiedlung zwischen Bautzener Straße und Hermannsdorf. | obere Schillerstraße (westlich der schneidenden Lutherstraße)                                                                                     |
| Schmiedestraße Kowarska dróha Lage                                 | 120 m             | Nach einer ehemaligen Schmiede? | ?                  | In der Stadtmitte, zwischen Muskauer Straße und Markt mit Rathaus. | Bild gesucht |
| Schulstraße Šulska dróha Lage                                      | 620 m             | Nach der anliegenden sehr alten 2. Grundschule „Friedrich Froboeß“. | ?                  | Nahe dem Rathaus. Die Schule beherbergte vor 1990 die unteren Klassen der 4. POS. | Bild gesucht |
| Schulze-Delitzsch-Straße Lage                                      | ? m               | Nach Hermann Schulze-Delitzsch. | ?                  | Sie liegt nahe dem Jahnteich und führt vom ehemaligen Wehrkreiskommando, zuletzt Teil des Landratsamtes, unbefestigt zum grünen nördlichen Stadtrand Weißwassers. | Stadtwappen |
| Schwanenweg Lage                                                   | 230 m             | Nach den Schwänen auf den Weißwasseraner Teichen. Der Name wurde erst etwa im Jahre 2000 vergeben. | ?                  | Die schmale Sackgasse zweigt von der am Tierpark anliegenden Teichstraße nördlich ab. | Bild gesucht |
| Schweigstraße1 Lage                                                | ? m               | Joseph Schweig war Gründer mehrerer Glashütten in Weißwasser und sorgte so für den industriellen Aufschwung der Stadt. Er ist daher Ehrenbürger der Stadt und war zudem Mitbegründer Deutschen Demokratischen Partei. | ?                  | Sie verläuft von der Schwimmhalle, die gegenüber dem ehemaligen Magnet-Kaufhaus, genannt Kaufpunkt, liegt, über den Kreisverkehr bis zur Waldstraße und geht dort in den Forstweg über. Beidseitig befinden sich Wohnblocks. Am anderen Ende liegt eine frühere Buswendeschleife. | Schweigstraße aus Richtung Schwimmhalle, links der Blaue Engel, hinten beidseitig Wohnblocks                                                      |
| Schweineluschke Lage                                               | ? m               | unbekannt | ?                  | Dieser recht unbekannte Weg führt ab dem Wald nahe dem Waldhaus nach Krauschwitz zum Carolinenweg. | Bild gesucht |
| Schwerer Berg Lage                                                 | 750 m             | Nach dem Schweren Berg im Süden der Stadt benannt. | ?                  | Die Straße führt vom außerorts liegenden Teil der Boxberger Straße vorbei am Gelände der ehemaligen Minol-Tankstelle zu einem Garagenkomplex. | Bild gesucht |
| Sorauer Platz Lage                                                 | ? m               | Nach der Stadt Żary, dem ehemaligen deutschen Sorau. Die Städte pflegen eine Städtepartnerschaft. | ?                  | Aus der Fußgängerzone im ehemaligen Einkaufs- und Dienstleistungszentrum am Wasserturm wurde und wird durch bauliche Umgestaltung ein neuer Platz geschaffen. | Bild gesucht |
| Spremberger Straße Grodkowska dróha Lage                           | ? m               | Nach der Stadt Spremberg. | ?                  | Die Straße liegt entlang der Bahnstrecke nach Cottbus (über Spremberg), gegenüber der Krummen Straße. | Bild gesucht |
| Straße der Einheit1 Lage                                           | 750 m             | Nach dem ehemaligen Glaskolbenwerk Einheit, welches bis zur Enteignung 1945 zu Osram gehörte und heute Telux heißt.                                                                                                   | ?                  | Sie führt entlang der durchgehenden Außenwand des Betriebsgeländes über die stillgelegte Betriebsbahnlinie bis zu einer Forstsiedlung nah am Braunsteich. (Länge inkl. Siedlung). | Bild gesucht |
| Straße der Glasmacher1 Lage                                        | 330 m             | Zu Ehren der Glasmacher in den Betrieben der Stadt. | ?                  | Verläuft von der Einheit vorbei am Marktplatz und dem Rathaus. | Bild gesucht |
| Straße der Jugend Dróha młodźiny Lage                              | ? m               | Nach der deutschen Jugend, i. S. d. FDJ. | ?                  | Im Wohngebiet Süd, ebenfalls vom Abriss betroffen. An ihr liegt die ehemalige 11. POS „Werner Lamberz“, die ebenso wie die direkt angrenzende ehemalige 10. POS „Erich Kanitz“ aufgrund des Bevölkerungsrückganges abgerissen wurde. | Straße der Jugend 2011, renaturierte Flächen |
| Straße der Kraftwerker Lage                                        | ? m               | Zu Ehren der Kraftwerker der DDR, insbesondere der im naheliegenden Kraftwerk Boxberg arbeitenden. | ?                  | Diese an sich sehr kurze Straße ist der Standort des einzig verbliebenen Hochhauses von Weißwasser, welches sich in die Kraftwerker- und Glückaufstraße teilt. Sie befindet sich im Neubau-Wohngebiet Am Wasserturm. | modernisierte Hochhäuser an der Kraftwerkerstraße                                                                                                 |
| Straße des Friedens1 Lage                                          | ? m               | Nach dem Frieden. Drückt die Sehnsucht der Deutschen nach dem Zweiten Weltkrieg aus. | ?                  | Sie liegt in der Stadtmitte nahe dem Bahnhof. An ihr lag die ehemalige 4. POS „Paul Wilhelmi“, in die nach der Wende die Stadtbibliothek einzog. Am 13. Februar 1959 wurde anlässlich des Jahrestages des Bombeninfernos in Dresden die vormalige Schweigstraße umbenannt. | Bild gesucht |
| Strugaweg Lage                                                     | ? m               | Nach dem Flüsschen Struga, welches in Weißwasser entspringt und kanalisiert und verrohrt unter der Stadt fließt. | ?                  | Nahe der Struga, zwischen Kromlauer Weg und Ziegelei. | Bild gesucht |
| Südstraße Južna dróha Lage                                         | ? m               | Nach der südlichen Lage in der Stadt und dem Stadtteil Süd. | ?                  | An der Straße lagen früher einige bungalowartige Plattenbauten, die als Dienstleistungs- und Handelseinrichtungen dienten, und das nur AWH genannte Arbeiterwohnheim, welches abgerissen wurde. | Südstraße, linkerhand lag früher das Arbeiterwohnheim (AWH), rechts Dienstleistungsgebäude                                                        |
| Süßmuthlinie Lage                                                  | ? m               | Nach Richard Süßmuth. | ?                  | Diese Staatsstraße 157 ist eine nach der Wende geschaffene Verbindungsstraße, die über das Industriegebiet östlich der Stadt die S 126 und damit die B 115 (aus Bad Muskau und Weißkeißel) mit der B 156 (nach Boxberg und Bautzen), die hinter der Stadt einen großen Bogen um den Tagebau macht, verbindet. | Bild gesucht |
| - T -                                                              | ↑                 | ↑ | ↑                  | ↑ | ↑ |
| Tannenweg Lage                                                     | ? m               | unbekannt | ?                  | - | Bild gesucht |
| Teichstraße1 Lage                                                  | ? m               | Nach dem Jahnteich. | ?                  | Eine der längeren innerstädtischen Straßen. Von der Muskauer Straße westlich. | Bild gesucht |
| Thomas-Jung-Straße Lage                                            | ? m               | Nach Thomas Jung, einem 19-jährigen Gablenzer Feuerwehrmann, der beim Katastrophenwaldbrand 1992 bei einem Verkehrsunfall am 29. Mai ums Leben kam.                                                                   | ?                  | Verlängerung des Prof.-Wagenfeld-Rings am südlichen Stadtrand zwischen mehreren Neubaugebieten zum Einsatzkräftekomplex von DRK, Feuerwehr und Katastrophenschutz. An ihr liegen einige Gewerbetreibende. Die Straße war bis zu ihrer Benennung Teil der Wilhelm-Pieck-Straße. Das Denkmal stand früher an der Straße nach Nochten, die dem Tagebau weichen musste. | Bild gesucht |
| Tiergartenstraße Zwěrjencowa dróha Lage                            | ? m               | Nach dem Tiergarten. | ?                  | Die Kreisstraße zweigt im Alten Dorf in westliche Richtung nach Trebendorf ab, wo sie ebenfalls diesen Namen trägt. | Bild gesucht |
| Tiergartenweg auch Pionierweg Lage                                 | ? m               | Nach dem Tiergarten. Pionierweg kommt von dem anliegenden ehemaligen Pionierlager „Philipp Müller“, jetzt KIEZ Am Braunsteich.                                                                                        | ?                  | Ein unbefestigter Weg außerhalb der Stadt im Waldgebiet hinter dem Braunsteich, parallel zum Weg Am Braunsteichgraben. | Bild gesucht |
| - U -                                                              | ↑                 | ↑ | ↑                  | ↑ | ↑ |
| Uhlandstraße Lage                                                  | ? m               | Nach Johann Ludwig Uhland. | ?                  | Wohngebiet im Dichterviertel der Stadt nahe dem Zentrum. An ihrem Ende zur Gutenbergstraße hin ist sie in genauso historischem Zustand wie diese. | Uhlandstraße von der Heine-Straße in Richtung Gutenbergstraße                                                                                     |
| Uferweg Lage                                                       | ? m               | Lage am Ufer des Braunsteiches. | ?                  | Dieser unbefestigte Weg am Westufer des Braunsteiches, vom Brückenweg bis zur Waldhausstraße wird vor allem von Erholungssuchenden genutzt. | Bild gesucht |
| - V -                                                              | ↑                 | ↑ | ↑                  | ↑ | ↑ |
| Vorwerkstraße Lage                                                 | 600 m             | Nach einem früheren Vorwerk von Weißwasser. | ?                  | Eine Siedlung im Alten Dorf. Zum Teil ist sie Einbahnstraße. | Bild gesucht |
| - W -                                                              | ↑                 | ↑ | ↑                  | ↑ | ↑ |
| Waldhausstraße1 Lage                                               | 1.670 m           | Nach dem Waldhaus benannt. (Länge bis zum Waldhaus). | ?                  | Die Waldhausstraße führt von der Muskauer Straße vorbei am Waldhaus am Braunsteich bis zum Braunsteichweg. Frühere Kanitzstraße | Bild gesucht |
| Waldseeweg Lage                                                    | 3.140 m           | Nach dem Waldsee, der im Norden an Weißwasser angrenzt. | ?                  | Der Weg führt von der B 156 in einer Schleife um den Waldsee herum. | Bild gesucht |
| Waldstraße Lage                                                    | 200 m             | Nach dem Wald. | ?                  | - | Bild gesucht |
| Weißkeißeler Weg Wuskidźanski puć Lage                             | 1.900 m           | Nach dem benachbarten Ort Weißkeißel. | ?                  | Der Weg führt vom Stadtgebiet Hermannsdorf weiter östlich durch Kleingärten und Wald entlang der Bahnlinie Cottbus–Görlitz zur S 126 und dem östlichsten Weißwasseraner Bahnübergang. | Bild gesucht |
| Wendensteg Lage                                                    | 360 m             | Nach den Wenden, hier Synonym für Sorben. | ?                  | Liegt im Alten Dorf. | Bild gesucht |
| Werner-Seelenbinder-Straße Wernera Seelenbinderowa dróha Lage      | ? m               | Nach Werner Seelenbinder. | ?                  | Plattenbauten im Wohngebiet Süd. Zum großen Teil vom Abriss betroffen, inkl. eh. Hochhäusern. | Bild gesucht |
| Wiesensteg Lage                                                    | ? m               | unbekannt | ?                  | - | Bild gesucht |
| Wiesenweg Łučny puć Lage                                           | ? m               | unbekannt | ?                  | - | Bild gesucht |
| Wolfgangstraße Lage                                                | 660 m             | Nach Johann Wolfgang Goethe; wie auch die Paul- und die Helmut-Straße erhielt die frühere Goethestraße einen Vornamen.                                                                                                | ?                  | Sie führt vom Wohngebiet an der Einheit bis zum Braunsteichweg. | Bild gesucht |
| - Z -                                                              | ↑                 | ↑ | ↑                  | ↑ | ↑ |
| Zaunlinie Lage                                                     | 1.800 m           | unbekannt | ?                  | Sie ist die unbefestigte Verlängerung der August-Bebel-Straße nach Süden, zunächst an der ehemaligen 12. POS vorbei zu dem zum Abriss vorgesehenen Garagenkomplex Minol und dann weiter geradeaus bis zur Kante des Tagebaus, der die frühere Mündung zur Boxberger Straße (alte B 156) bereits verschlang. | Bild gesucht |
| Ziegelstraße Lage                                                  | 200 m             | Nach einer ehemaligen Ziegelei? | ?                  | Die Straße führt von der Berliner Straße am Landau-Gymnasium und der Gebrüder-Grimm-Förderschule vorbei zum Krankenhausgelände. | Bild gesucht |
| Zimmerstraße Lage                                                  | 210 m             | unbekannt | ?                  | In der Wohnsiedlung zwischen westlichem Jahnteich und Forster Bahnstrecke. | Bild gesucht |
| Zum Fuchsbau Lage                                                  | ? m               | Nach der Bezeichnung des Eisstadions im Volksmund. | 2012/13            | Die Straße wurde mit der Umgestaltung des Geländes des abgerissenen, alten Eisstadions neu geschaffen. | Bild gesucht |

## Ehemalige Namen von Straßen und Plätzen
- Adolf-Hitler-Straße, heute Bautzener- und Muskauer Straße
- Albrecht-von-Roon-Straße, ab 1945 Käthe-Kollwitz-Straße[4]
- Arnimpromenade, heutiger Bereich Rosa-Luxemburg-Straße[4][8] bzw. Hegelpromenade[4]
- Artur-Becker-Straße, nach 1991 Sachsendamm
- Bismarckstraße (um 1908), zuvor Henriette-Straße, nach 1945 Ernst-Thälmann-Straße, jetzt Straße der Glasmacher
- Dietrich-Eckart-Straße, heute Heinrich-Heine-Straße
- Dimitroffstraße, früher (Kaiser-)Friedrich-Straße,[9] nach 1990 Dr.-Altmann-Straße
- Eichbergsiedlung[10]
- Erzbergerstraße[11]
- Ernst-Thälmann-Straße, zuvor Bismarckstraße, nach 1990 Straße der Glasmacher
- Friedrich-Engels-Straße, heute Brunnenstraße
- Friedrichstraße, nach 1945 Dimitroffstraße, heute Dr.-Altmann-Straße[9]
- (frühere) Gelsdorfstraße (nicht die heutige), heute Eisenbahnstraße
- Hans-Beimler-Straße, heute Graf-von-Stauffenberg-Straße (zurückgebaut)
- Hauptstraße, ab März 1937 Berliner Straße, ab 8. Mai 1951 Straße der Befreiung
- Helmutstraße, nach Helmut von Moltke,[7] heute Robert-Koch-Straße[8]
- Henriette-Straße, früher Neue Straße[9], später Bismarckstraße, nach 1945 Ernst-Thälmann-Straße, nach 1990 Straße der Glasmacher
- Heinz-Hamann-Straße, heute Geschwister-Scholl-Straße
- Josephstraße (nach Joseph Schweig), Osramstraße (ab 1938[8] oder März 1937), heute Straße der Einheit (Teilstück am Glaswerk) bzw. Karl-Marx-Straße (Teilstück am Markt)[12]
- Kanitzstraße, früher Siegfriedstraße, nach 1990 Waldhausstraße
- Karlstraße, seit 1950[13] Bodelschwinghstraße
- Klempnerstraße, später Schulstraße[9], 1949 (oder später) Straße der Jungen Pioniere, nach 1990 wieder Schulstraße
- Leninring, heute Albert-Schweitzer-Ring
- Lorenz-Zaleski-Straße, seit 1990 Teichstraße
- Margaretenstraße, heute Friedrich-Fröbel-Straße
- Marktstraße, heute Karl-Marx-Straße[9]
- Moltkestraße, heute August-Bebel-Straße
- Neue Straße, später Henriette-Straße,[9] später Bismarckstraße, nach 1945 Ernst-Thälmann-Straße, nach 1990 Straße der Glasmacher
- Osramstraße, heute Straße der Einheit
- Otto-Nuschke-Straße, seit 1991 wieder Mittelstraße
- Paul-Klinke-Platz,[14] heute Sportplatz am „Turnerheim“
- Paulstraße, nach Paul von Hindenburg,[7] heute Richard-Wagner-Straße[8]
- Platz der Roten Armee, bis 11. September 1945 Hitlerplatz, vor 1933 (?) Wilhelmsplatz, nach 1990 wieder Marktplatz
- Platz der Freundschaft, auch Kohle(n)stau(b)platz, gelegen zwischen Teichstraße und Straße des Friedens
- Qualischweg, nach 1938 Teichstraße, nach 1945 Lorenz-Zaleski-Straße, seit 1990 wieder Teichstraße[8]
- Richard-Stahr-Straße, heute Luisenstraße
- Schützenstraße, heute Puschkinstraße, (hier Gründung des Schützenvereines und dessen Schießstandes)
- (frühere) Schweigstraße (nicht die heutige) (von 1938[8] oder 1935[15] bis Kriegsende Richard-Selinger-Straße), ab 13. Februar 1951[4] Straße des Friedens
- Siegfriedstraße (benannt nach dem SA-Mann Siegfried Grundmann[16]), später Kanitzstraße, nach 1990 Waldhausstraße
- (alte) Spremberger Straße, ab März 1937 Tiergartenstraße
- Straße der Befreiung, bis März 1937 Hauptstraße, vor dem 8. Mai 1951 und nach 1990 Berliner Straße
- Straße der DSF, nach 1990 Schweigstraße
- Straße der Jungen Pioniere, früher Klempnerstraße, heute Schulstraße
- Straße der Solidarität, heute Tiergartenstraße
- Wilhelm-Pieck-Straße, heute Professor-Wagenfeld-Ring
- Wilhelmsplatz, nach der Machtergreifung Adolf-Hitler-Platz, ab 11. September 1945 Platz der Roten Armee, nach 1990 wieder Marktplatz
- Wilhelmstraße, heute Karl-Marx-Straße

## Ehemalige Straßen
- Die Andreas-Seiler-Straße bestand etwa ab 1953/4 bis zur Devastierung 1972/73. Im Zuge des Umbaus des Wohngebietes an der Hegelpromenade wurde die Straße um einige Meter in nördliche Richtung versetzt und hieß dann Straße der DSF, nach 1990 Schweigstraße.
- Der Prinzenweg führte von Bad Muskau kommend im Ort nach dem früheren Zollhaus (heute "Gaststätte Habermann") auf einem um 2010 in einen Fußweg umgebauten Teilstück der Straße des Friedens über den heutigen Kreisverkehr Ecke Jahnstraße weiter bis zum damals noch nicht vorhandenen Bahnhof nahe dem heutigen Boulevard/Karl-Liebknecht-Straße zur Hermannstraße, die in die Rennbahn mündet.